# Необыкновенные путешествия

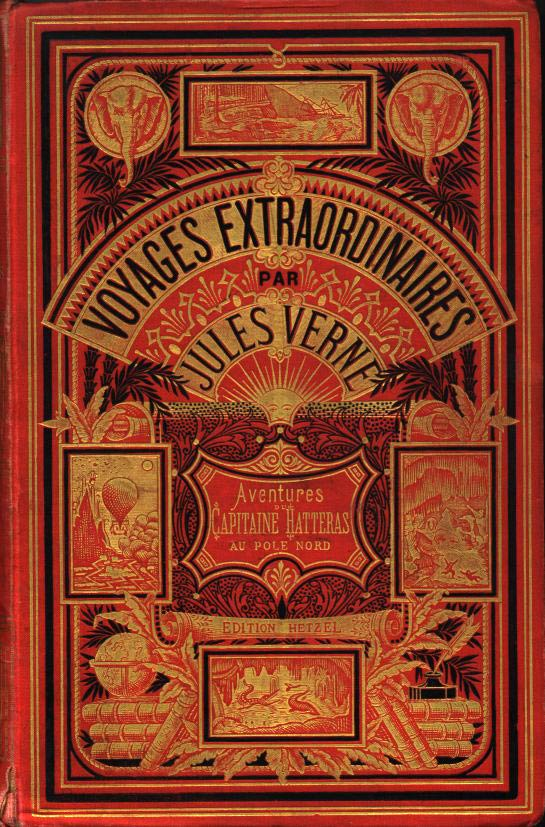
Обложка «Необыкновенных путешествий»

«Необыкновенные путешествия» (фр. Voyages extraordinaires) — название, данное французским издателем Пьером-Жюлем Этцелем циклу приключенческих произведений писателя Жюля Верна, в который были включены 68 романов и рассказов, то есть большинство произведений Верна.

## Романы и рассказы цикла
1. Пять недель на воздушном шаре (1863, 1 том, Cinq semaines en ballon)
2. Путешествие и приключения капитана Гаттераса (1864—1866, 2 тома, Les Aventures du capitaine Hatteras)
3. Путешествие к центру Земли (1864, 1 том, Voyage au centre de la terre)
4. С Земли на Луну прямым путём за 97 часов 20 минут (1865, 1 том, De la Terre à la Lune)
5. Дети капитана Гранта (1867—1868, 3 тома, Les Enfants du capitaine Grant)
6. Двадцать тысяч льё под водой (1869—1870, 2 тома, Vingt mille lieues sous les mers)
7. Вокруг Луны (1869, 1 том, Autour de la Lune)
8. Плавающий город (1871, 1 том, Une Ville flottante)
9. Прорвавшие блокаду (1871, вместе с предыдущим, Les forceurs de blocus)
10. Приключения трёх русских и трёх англичан в Южной Африке (1872, 1 том, Aventures de trois Russes et de trois Anglais dans l’Afrique australe)
11. В стране мехов (1873, 2 тома, Le Pays des fourrures)
12. Вокруг света за 80 дней (1873, 1 том, Le Tour du monde en quatre-vingts jours)
13. Таинственный остров (1875, 3 тома, L'Île mystérieuse)
14. Ченслер (1875, 1 том, Le Chancellor)
15. Мартин Пас (1875, вместе с предыдущим, Martin Paz)[1]
16. Михаил Строгов (1876, 2 тома, Michel Strogoff)
17. Гектор Сервадак (1877, 2 тома, Hector Servadac)
18. Чёрная Индия (1877, 1 том, Les Indes noires)
19. Пятнадцатилетний капитан (1878, 2 тома, Un Capitaine de quinze ans)
20. Пятьсот миллионов бегумы (1879, 1 том, Les Cinq Cents Millions de la Bégum)
21. Мятежники с «Баунти» (1879, вместе с предыдущим, Les révoltés de la «Bounty»)
22. Треволнения одного китайца в Китае (1879, 1 том, Les Tribulations d’un Chinois en Chine)
23. Паровой дом (1880, 2 тома, La Maison à vapeur)
24. Жангада (1881, 2 тома, La Jangada)
25. Школа Робинзонов (1882, 1 том, L'École des Robinsons)
26. Зелёный луч (1882, 1 том, Le Rayon vert)
27. Десять часов на охоте (1882, вместе с предыдущим, Dix heures en chasse)
28. Упрямец Керабан (1883, 2 тома, Kéraban-le-têtu)
29. Южная звезда (1884, 1 том, L'Étoile du sud)
30. Архипелаг в огне (1884, 1 том, L’Archipel en feu)
31. Матиас Шандор (1885, 3 тома, Mathias Sandorf)
32. Робур-Завоеватель (1886, 1 том, Robur le Conquérant)
33. Лотерейный билет № 9672 (1886, 1 том, Un billet de loterie)
34. Фритт-Флакк (1886, вместе с предыдущим, Frritt-Flacc)
35. Север против Юга (1887, 2 тома, Nord contre Sud)
36. Дорога во Францию (1887, 1 том, Le Chemin de France)
37. Хиль Бралтар (1887, вместе с предыдущим, Gil Braltar)
38. Два года каникул (1888, 2 тома, Deux ans de vacances)
39. Безымянное семейство (1889, 2 тома, Famille sans nom)
40. Вверх дном (1889, 1 том, Sans dessus dessous)
41. Цезарь Каскабель (1890, 2 тома, César Cascabel)
42. Миссис Брэникен (1891, 2 тома, Mistress Branican)
43. Замок в Карпатах (1892, 1 том, Le château des Carpathes)
44. Клодиус Бомбарнак (1893, 1 том, Claudius Bombarnac)
45. Малыш (1893, 2 тома, Petit Bonhomme)
46. Удивительные приключения дядюшки Антифера (1894, 2 тома, Mirifiques Aventures de maître Antifer)
47. Плавучий остров (1895, 2 тома, L'Île à hélice)
48. Флаг родины (1896, 1 том, Face au drapeau)
49. Кловис Дардантор (1896, 1 том, Clovis Dardentor)
50. Ледяной сфинкс (1897, 2 тома, Le Sphinx des glaces)
51. Великолепная Ориноко (1898, 2 тома, Le Superbe Orénoque)
52. Завещание чудака (1899, 2 тома, Le Testament d’un excentrique)
53. Вторая родина (1900, 2 тома, Seconde patrie)
54. Деревня в воздухе (1901, 1 том, Le Village aérien)
55. Истории Жана-Мари Кабидулена (1901, 1 том, Les Histoires de Jean-Marie Cabidoulin)
56. Братья Кип (1902, 2 тома, Les Frères Kip)
57. Путешествия стипендиатов (1903, 2 тома, Bourses de voyage)
58. Драма в Лифляндии (1904, 1 том, Un Drame en Livonie)
59. Властелин мира (1904, 1 том, Maître du monde)
60. Вторжение моря (1905, 1 том, L’Invasion de la mer)
61. Маяк на краю света (1905, 1 том, Le Phare du bout du monde)
62. Золотой вулкан (1906, 1 том, Le Volcan d’or)
63. Агентство Томпсон и К° (1907, 2 тома, L’Agence Thompson and Co.)
64. В погоне за метеором (1908, 1 том, La Chasse au météore)
65. Дунайский лоцман (1908, 1 том, Le Pilote du Danube)
66. Кораблекрушение «Джонатана» (1909, 2 тома, Les Naufragés du " Jonathan ")
67. Тайна Вильгельма Шторица (1910, 1 том, Le Secret de Wilhelm Storitz)
68. Необыкновенные приключения экспедиции Барсака (1919, 1 том, L'Étonnante Aventure de la mission Barsac)